# Kaheti

Kaheti közigazgatási régió (Kaheti mhare) elhelyezkedése Grúziában

Kaheti történelmi régió - határai némileg eltértek a mai közigazgatási határoktól

Kahéti zászlaja.

Kahéti vagy Kahétia (grúz: კახეთი) Grúzia egyik közigazgatási és történelmi régiója, az ország keleti részében. 
Területe 11 310 km² (akkora, mint a magyar Jász-Nagykun és Hajdú-Bihar vármegyék együtt). Népessége 318 583 fő (2014-es adat).
A kahétiek sajátos grúz nyelvjárást beszélnek. 1465 és 1762 önálló királyság volt.

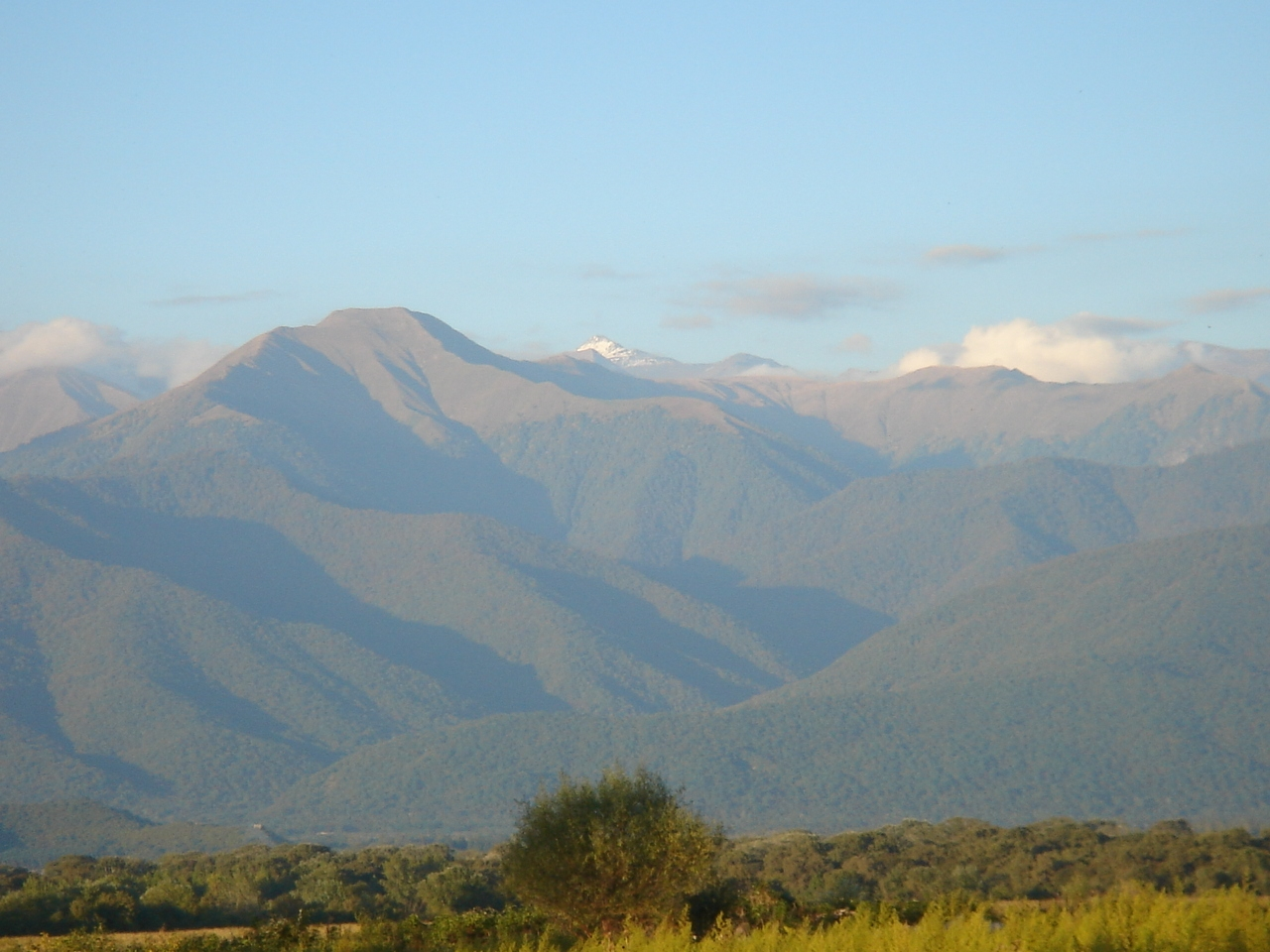
Az Alazani folyó síksága, a háttérben a Kaukázus hegyei

## Földrajza
Nyugaton Mcheta-Mtianeti és Alsó-Kartli régiók határolják, északon és északkeleten Oroszország, délen és délkeleten Azerbajdzsán.
Keleti részének fő folyója az Alazani, nyugati részének az Iori.

### Hagyományos tagolása
Hagyományosan Kahetit négy régióra szokták tagolni:
- Belső-Kaheti (grúzul შიგნით კახეთი, Signit Kaheti), az Alazani jobb partján.
- Külső-Kaheti (გარე კახეთი, Gare Kaheti), az Iori medencéjének középső részében.
- Kiziki (ქიზიყი), az Alazani és az Iori között.
- A Túlsó föld (გაღმა მხარი, Gaghma Mkhari), az Alazani bal partján.

Kaheti délkeleti részében volt Hereti, a középkori Grúzia egyik régiója, amelynek neve később kikopott a használatból. 